# Scott Machado
Scott Machado, né le 8 juin 1990, dans le Queens, à New York, est un joueur américain d'origine brésilienne de basket-ball. Il évolue au poste de meneur.

## Biographie
Le 21 mars 2019, il signe un contrat de 10 jours avec les Lakers de Los Angeles. Il n'est pas prolongé à l'issue de son contrat.